# Lista de campeãs do carnaval de Florianópolis
Esta é uma lista de escolas de samba e blocos carnavalescos campeões do Carnaval de Florianópolis.

## Escolas de samba
Grupo Especial
| Ano                                                                        | Campeã                                          | 2.º lugar                                        | 3.º lugar                 | 4.º lugar                 | 5.º lugar                 | 6.º lugar              | 7.º lugar                 | 8.º lugar                 | 9.º lugar            | 10.º lugar          | Ref.          |
| -------------------------------------------------------------------------- | ----------------------------------------------- | ------------------------------------------------ | ------------------------- | ------------------------- | ------------------------- | ---------------------- | ------------------------- | ------------------------- | -------------------- | ------------------- | ------------- |
| 1949                                                                       | Os Protegidos da Princesa                       |                                                  |                           |                           |                           |                        |                           |                           |                      |                     | [ 1 ]         |
| 1950                                                                       | Os Protegidos da Princesa                       |                                                  |                           |                           |                           |                        |                           |                           |                      |                     | [ 2 ]         |
| 1951                                                                       | Os Protegidos da Princesa                       |                                                  |                           |                           |                           |                        |                           |                           |                      |                     | [ 3 ]         |
| Entre 1952 a 1954 não ocorreu desfile oficial.                             |                                                 |                                                  |                           |                           |                           |                        |                           |                           |                      |                     |               |
| 1955                                                                       | Embaixada Copa Lord                             | Filhos de Netuno                                 |                           |                           |                           |                        |                           |                           |                      |                     | [ 4 ]         |
| 1956                                                                       | Embaixada Copa Lord                             |                                                  |                           |                           |                           |                        |                           |                           |                      |                     | [ 5 ]         |
| 1957                                                                       | Os Protegidos da Princesa                       | Embaixada Copa Lord                              |                           |                           |                           |                        |                           |                           |                      |                     | [ 6 ]         |
| 1958                                                                       | Os Protegidos da Princesa                       |                                                  |                           |                           |                           |                        |                           |                           |                      |                     | [ 7 ]         |
| 1959                                                                       | Os Protegidos da Princesa                       |                                                  |                           |                           |                           |                        |                           |                           |                      |                     | [ 8 ]         |
| 1960                                                                       | Os Protegidos da Princesa                       | Embaixada Copa Lord                              | Filhos do Continente      |                           |                           |                        |                           |                           |                      |                     | [ 9 ]         |
| 1961                                                                       | Os Protegidos da Princesa                       | Embaixada Copa Lord                              | Filhos do Continente      |                           |                           |                        |                           |                           |                      |                     | [ 10 ]        |
| 1962                                                                       | Embaixada Copa Lord                             |                                                  |                           |                           |                           |                        |                           |                           |                      |                     | [ 11 ]        |
| 1963                                                                       | Os Protegidos da Princesa                       | Embaixada Copa Lord                              | Coloninha                 | Filhos do Continente      |                           |                        |                           |                           |                      |                     | [ 12 ]        |
| 1964                                                                       | Os Protegidos da Princesa                       | Fihos do Continente                              | Embaixada Copa Lord       | Filhos de Netuno          | Unidos da Coloninha       |                        |                           |                           |                      |                     | [ 13 ]        |
| 1965                                                                       | Os Protegidos da Princesa                       | Embaixada Copa Lord                              |                           |                           |                           |                        |                           |                           |                      |                     | [ 14 ]        |
| 1966                                                                       | Embaixada Copa Lord                             | Protegidos da Princesa                           | Fihos do Continente       |                           |                           |                        |                           |                           |                      |                     | [ 15 ]        |
| 1967                                                                       | Embaixada Copa Lord                             |                                                  |                           |                           |                           |                        |                           |                           |                      |                     | [ 16 ]        |
| 1968                                                                       | Os Protegidos da Princesa                       | Embaixada Copa Lord                              | Filhos do Continente      |                           |                           |                        |                           |                           |                      |                     | [ 17 ]        |
| 1969                                                                       | Os Protegidos da Princesa                       | Filhos do Continente                             |                           |                           |                           |                        |                           |                           |                      |                     | [ 18 ]        |
| 1970                                                                       | Os Protegidos da Princesa                       | Copa Lord                                        | Filhos do Continente      |                           |                           |                        |                           |                           |                      |                     | [ 19 ]        |
| 1971                                                                       | Os Protegidos da Princesa                       | Filhos do Continente                             |                           |                           |                           |                        |                           |                           |                      |                     | [ 20 ]        |
| 1972                                                                       | Embaixada Copa Lord                             | Protegidos da Princesa                           | Império do Samba          | Filhos do Continente      |                           |                        |                           |                           |                      |                     | [ 21 ]        |
| 1973                                                                       | Embaixada Copa Lord                             | Império do Samba                                 | Filhos do Continente      | Lufa-Lufa                 |                           |                        |                           |                           |                      |                     | [ 22 ]        |
| 1974                                                                       | Embaixada Copa Lord                             | Império do Samba                                 | Os Protegidos da Princesa | Lufa-Lufa                 |                           |                        |                           |                           |                      |                     | [ 23 ]        |
| 1975                                                                       | Os Protegidos da Princesa                       | Embaixada Copa Lord                              | Filhos do Continente      | Império do Samba          | Lufa-Lufa                 |                        |                           |                           |                      |                     | [ 24 ]        |
| 1976                                                                       | Embaixada Copa Lord                             |                                                  |                           |                           |                           |                        |                           |                           |                      |                     | [ 25 ]        |
| 1977                                                                       | Os Protegidos da Princesa                       | Embaixada Copa Lord                              | Império do Samba          | Lufa-Lufa                 | Filhos do Continente      |                        |                           |                           |                      |                     | [ 26 ]        |
| 1978                                                                       | Os Protegidos da Princesa                       | Embaixada Copa Lord                              |                           |                           |                           |                        |                           |                           |                      |                     | [ 27 ]        |
| 1979                                                                       | Os Protegidos da Princesa                       | Embaixada Copa Lord                              |                           |                           |                           |                        |                           |                           |                      |                     | [ 28 ]        |
| 1980                                                                       | Império do Samba                                | Os Protegidos da Princesa                        | Filhos do Continente      |                           |                           |                        |                           |                           |                      |                     | [ 29 ]        |
| 1981                                                                       | Os Protegidos da Princesa                       | Embaixada Copa Lord                              |                           |                           |                           |                        |                           |                           |                      |                     | [ 30 ]        |
| 1982                                                                       | Embaixada Copa Lord                             |                                                  |                           |                           |                           |                        |                           |                           |                      |                     | [ 31 ]        |
| 1983                                                                       | Os Protegidos da Princesa                       | Embaixada Copa Lord                              | Unidos da Coloninha       |                           |                           |                        |                           |                           |                      |                     | [ 32 ]        |
| 1984                                                                       | Unidos da Coloninha                             |                                                  |                           |                           |                           |                        |                           |                           |                      |                     | [ 33 ]        |
| 1985                                                                       | Unidos da Coloninha e Os Protegidos da Princesa |                                                  | Embaixada Copa Lord       |                           |                           |                        |                           |                           |                      |                     | [ 34 ]        |
| 1986                                                                       | Unidos da Coloninha                             |                                                  |                           |                           |                           |                        |                           |                           |                      |                     | [ 35 ]        |
| 1987                                                                       | Unidos da Coloninha                             | Os Protegidos da Princesa                        | Embaixada Copa Lord       | Consulado                 |                           |                        |                           |                           |                      |                     | [ 36 ]        |
| Em 1988 não ocorreu desfile oficial                                        |                                                 |                                                  |                           |                           |                           |                        |                           |                           |                      |                     |               |
| 1989                                                                       | Unidos da Coloninha                             |                                                  |                           | Embaixada Copa Lord       |                           |                        |                           |                           |                      |                     | [ 37 ]        |
| 1990                                                                       | Embaixada Copa Lord                             | Unidos da Coloninha                              | Consulado                 | Os Protegidos da Princesa | Filhos do Continente      |                        |                           |                           |                      |                     | [ 38 ]        |
| 1991                                                                       | Consulado                                       | Unidos da Coloninha                              |                           |                           |                           |                        |                           |                           |                      |                     | [ 39 ]        |
| 1992                                                                       | Consulado                                       | Unidos da Coloninha                              |                           |                           |                           |                        |                           |                           |                      |                     | [ 40 ]        |
| 1993                                                                       | Consulado                                       | Unidos da Coloninha                              |                           |                           |                           |                        |                           |                           |                      |                     | [ 41 ]        |
| Em 1994 não ocorreu desfile oficial.                                       |                                                 |                                                  |                           |                           |                           |                        |                           |                           |                      |                     |               |
| 1995                                                                       | Unidos da Coloninha                             |                                                  |                           |                           |                           |                        |                           |                           |                      |                     | [ 42 ]        |
| 1996                                                                       | Embaixada Copa Lord                             |                                                  | Unidos da Coloninha       |                           |                           |                        |                           |                           |                      |                     | [ 43 ]        |
| Em 1997 e 1998 não ocorreu desfile oficial.                                |                                                 |                                                  |                           |                           |                           |                        |                           |                           |                      |                     |               |
| 1999                                                                       | Embaixada Copa Lord                             | Os Protegidos da Princesa                        | Consulado                 | Unidos da Coloninha       |                           |                        |                           |                           |                      |                     | [ 44 ]        |
| 2000                                                                       | Embaixada Copa Lord                             | Os Protegidos da Princesa                        | Unidos da Coloninha       | Consulado                 |                           |                        |                           |                           |                      |                     | [ 45 ]        |
| 2001                                                                       | Os Protegidos da Princesa                       | Embaixada Copa Lord                              | Consulado                 | Unidos da Coloninha       |                           |                        |                           |                           |                      |                     | [ 46 ]        |
| 2002                                                                       | Os Protegidos da Princesa Embaixada Copa Lord   |                                                  | Consulado                 | Unidos da Coloninha       |                           |                        |                           |                           |                      |                     | [ 47 ]        |
| 2003                                                                       | Embaixada Copa Lord                             | Consulado                                        | Os Protegidos da Princesa | Unidos da Coloninha       |                           |                        |                           |                           |                      |                     | [ 48 ]        |
| 2004                                                                       | Embaixada Copa Lord                             | Consulado                                        | Os Protegidos da Princesa | Unidos da Coloninha       |                           |                        |                           |                           |                      |                     | [ 49 ]        |
| 2005                                                                       | Consulado                                       | Embaixada Copa Lord                              | Unidos da Coloninha       | Os Protegidos da Princesa |                           |                        |                           |                           |                      |                     | [ 50 ]        |
| 2006                                                                       | Consulado                                       | Unidos da Coloninha                              | Embaixada Copa Lord       | Os Protegidos da Princesa |                           |                        |                           |                           |                      |                     | [ 51 ]        |
| 2007                                                                       | Consulado                                       | Unidos da Coloninha                              | Embaixada Copa Lord       | Os Protegidos da Princesa |                           |                        |                           |                           |                      |                     | [ 52 ]        |
| 2008                                                                       | Embaixada Copa Lord                             | Consulado                                        | Os Protegidos da Princesa | Unidos da Coloninha       |                           |                        |                           |                           |                      |                     | [ 53 ]        |
| 2009                                                                       | Unidos da Coloninha                             | Embaixada Copa Lord                              | Os Protegidos da Princesa | União da Ilha da Magia    | Consulado                 |                        |                           |                           |                      |                     | [ 54 ]        |
| 2010                                                                       | Embaixada Copa Lord                             | União da Ilha da Magia Os Protegidos da Princesa | Unidos da Coloninha       | Consulado                 |                           |                        |                           |                           |                      |                     | [ 55 ] [ 56 ] |
| 2011                                                                       | União da Ilha da Magia                          | Embaixada Copa Lord                              | Os Protegidos da Princesa | Unidos da Coloninha       | Consulado                 |                        |                           |                           |                      |                     | [ 57 ]        |
| 2012                                                                       | União da Ilha da Magia                          | Unidos da Coloninha                              | Embaixada Copa Lord       | Os Protegidos da Princesa | Consulado                 |                        |                           |                           |                      |                     | [ 58 ]        |
| Em 2013 o desfile foi cancelado.                                           |                                                 |                                                  |                           |                           |                           |                        |                           |                           |                      |                     |               |
| 2014                                                                       | Os Protegidos da Princesa                       | Unidos da Coloninha                              | Embaixada Copa Lord       | Consulado                 | União da Ilha da Magia    |                        |                           |                           |                      |                     | [ 59 ]        |
| 2015                                                                       | Os Protegidos da Princesa                       | União da Ilha da Magia                           | Embaixada Copa Lord       | Dascuia                   | Unidos da Coloninha       | Consulado              |                           |                           |                      |                     | [ 60 ]        |
| 2016                                                                       | Unidos da Coloninha                             | Os Protegidos da Princesa                        | Embaixada Copa Lord       | Dascuia                   | Nação Guarani             | União da Ilha da Magia |                           |                           |                      |                     | [ 61 ]        |
| 2017                                                                       | Unidos da Coloninha                             | Embaixada Copa Lord                              | Consulado                 | Protegidos da Princesa    | Nação Guarani             | Dascuia                |                           |                           |                      |                     | [ 62 ]        |
| 2018                                                                       | Embaixada Copa Lord                             | Os Protegidos da Princesa                        | Dascuia                   | Consulado                 | Unidos da Coloninha       | Nação Guarani          |                           |                           |                      |                     |               |
| 2019                                                                       | Consulado                                       | Embaixada Copa Lord                              | Unidos da Coloninha       | Protegidos da Princesa    | Dascuia                   | Nação Guarani          |                           |                           |                      |                     | [ 63 ]        |
| 2020                                                                       | Unidos da Coloninha                             | Consulado                                        | Os Protegidos da Princesa | União da Ilha da Magia    | Dascuia                   | Embaixada Copa Lord    | Nação Guarani             |                           |                      |                     | [ 64 ]        |
| Em 2021 e 2022 os desfiles foram cancelados devido a pandemia de COVID-19. |                                                 |                                                  |                           |                           |                           |                        |                           |                           |                      |                     |               |
| 2023                                                                       | União da Ilha da Magia                          | Consulado                                        | Acadêmicos do Sul da Ilha | Embaixada Copa Lord       | Os Protegidos da Princesa | Unidos da Coloninha    | Dascuia                   | Império Vermelho e Branco | Jardim das Palmeiras | Nação Guarani       | [ 65 ]        |
| 2024                                                                       | União da Ilha da Magia                          | Consulado                                        | Unidos da Coloninha       | Embaixada Copa Lord       | Os Protegidos da Princesa | Dascuia                | Império Vermelho e Branco | Acadêmicos do Sul da Ilha | Jardim das Palmeiras | Nação Guarani       | [ 66 ]        |
| 2025                                                                       | Consulado                                       | Embaixada Copa Lord                              | União da Ilha da Magia    | Acadêmicos do Sul da Ilha | Império Vermelho e Branco | Jardim das Palmeiras   | Os Protegidos da Princesa | Dascuia                   | Nação Guarani        | Unidos da Coloninha | [ 67 ]        |

Número de títulos por escola do Grupo Especial
| Col. | Escola                    | Total |
| ---- | ------------------------- | ----- |
| 1.º  | Os Protegidos da Princesa | 25    |
| 2.º  | Embaixada Copa Lord       | 20    |
| 3.º  | Unidos da Coloninha       | 10    |
| 4.º  | Consulado                 | 08    |
| 5.º  | União da Ilha da Magia    | 04    |
| 6.º  | Império do Samba          | 01    |

Grupo de Acesso
| Ano | Campeã                    | 2.º lugar                 | 3.º lugar                 | 4.º lugar                 | 5.º lugar          | 6.º lugar             | Ref.   |
| --- | ------------------------- | ------------------------- | ------------------------- | ------------------------- | ------------------ | --------------------- | ------ |
| 2012 | Amigos do Caramuru        | Dascuia                   |                           |                           |                    |                       |        |
| Em 2013 o desfile foi cancelado.                                                                                               |                           |                           |                           |                           |                    |                       |        |
| 2014 | Dascuia                   | Amigos do Caramuru        | Futsamba Josefense        |                           |                    |                       | [ 59 ] |
| 2015 | Nação Guarani             | Futsamba Josefense        | Acadêmicos do Sul da Ilha | Império Vermelho e Branco | Amigos do Caramuru | Palhoça Terra Querida | [ 60 ] |
| 2016 | Consulado                 | Acadêmicos do Sul da Ilha | Futsamba Josefense        | Império Vermelho e Branco | -                  | -                     | [ 68 ] |
| Não ocorreram desfiles do Grupo de Acesso em 2017 e 2018.                                                                      |                           |                           |                           |                           |                    |                       |        |
| 2019 | União da Ilha da Magia    | Jardim das Palmeiras      | Acadêmicos do Sul da Ilha | Futsamba Josefense        | -                  | -                     | [ 63 ] |
| 2020 | Acadêmicos do Sul da Ilha | Império Vermelho e Branco | Jardim das Palmeiras      | -                         | -                  | -                     | [ 64 ] |
| Entre 2021 e 2024 não ocorreram desfiles do Grupo de Acesso devido a pandemia de COVID-19 e a posterior unificação dos grupos. |                           |                           |                           |                           |                    |                       |        |

Número de títulos por escola do Acesso
| Col. | Escola                    | Total |
| ---- | ------------------------- | ----- |
| 1.º  | Acadêmicos do Sul da Ilha | 1     |
| 1.º  | Dascuia                   | 1     |
| 1.º  | Caramuru                  | 1     |
| 1.º  | Nação Guarani             | 1     |
| 1.º  | Consulado                 | 1     |
| 1.º  | União da Ilha da Magia    | 1     |

Acesso A
| Ano  | Campeã               | 2.º lugar           | 3.º lugar              | 4.º lugar | 5.º lugar     | 6.º lugar     | 7.º lugar             | Ref.   |
| ---- | -------------------- | ------------------- | ---------------------- | --------- | ------------- | ------------- | --------------------- | ------ |
| 2016 | Jardim das Palmeiras | Amigos do Bom Viver | Unidos do Morro do Céu | Amocart   | A Nossa Turma | Filhos da Lua | Imperadores de Jurerê | [ 68 ] |

## Bloco
| Ano  | Campeão                   | 2.º lugar              | 3.º lugar          | 4.º lugar       | 5.º lugar          | 6.º lugar      | Ref.   |
| ---- | ------------------------- | ---------------------- | ------------------ | --------------- | ------------------ | -------------- | ------ |
| 2006 | União da Ilha da Magia    | Dascuia                | Ostra da Guigui    | A Nossa Turma   | Caramuru           | Pirão d'Água   | [ 69 ] |
| 2007 | União da Ilha da Magia    | Dascuia                | Filhos da Lua      | Ostra da Guigui | Gaviões Alvinegros | Novo Horizonte | [ 69 ] |
| 2008 | União da Ilha da Magia    | Dascuia                | Gaviões Alvinegros | A Nossa Turma   | Caramuru           | Mancha Azul    | [ 69 ] |
| 2009 | A Nossa Turma             | Gaviões Alvinegros     | Caramuru           | Dascuia         | Filhos da Lua      | Mancha Azul    | [ 69 ] |
| 2010 | A Nossa Turma             | Filhos da Lua          | Dascuia            | Amocart         | Mancha Azul        | Caramuru       | [ 69 ] |
| 2011 | Dascuia                   | A Nossa Turma          | Caramuru           | AMOCART         | Filhos da Lua      | Mancha Azul    | [ 69 ] |
| 2012 | Vermelho e Branco         | A Nossa Turma          | AMOCART            | *               | *                  | *              | [ 70 ] |
| 2014 | Acadêmicos do Sul da Ilha | Unidos do Morro do Céu | A Nossa Turma      | Filhos da Lua   | Amocart            | *              | [ 59 ] |
| 2015 | Unidos do Morro do Céu    | A Nossa Turma          | Filhos da Lua      | *               | *                  | *              | [ 71 ] |

Número de títulos
| Acesso A                  | Total |
| ------------------------- | ----- |
| União da Ilha da Magia    | 03    |
| A Nossa Turma             | 02    |
| Dascuia                   | 01    |
| Vermelho e Branco         | 01    |
| Acadêmicos do Sul da Ilha | 01    |
| Unidos do Morro do Céu    | 01    |